# Ријечка надбискупија
Ријечка надбискупија је метрополија и надбискупија Католичке цркве.
Надлежни метрополит и надбискуп је монсињор др Иван Девчић, а сједиште надбискупије се налази у Ријеци.

## Историја
Без обзира на значајан положај града Ријеке у Хабзбуршкој монархији, у граду није било бискупско сједиште, него је био подређен Сењској бискупији. Године 1920, након неналажења рјешења око статуса града Ријеке, послије завршетка Првог свјетског рата, у граду је била основана апостолска администратура. Након потпадања Ријеке под италијанску управу, апостолска администратура је била преобразована у редовну Ријечку бискупију.
Године 1949, када је Ријека дошла у састав Југославије, била је основана апостолска администратура. Године 1969, она је била сједињена с Сењском бискупијом и уздигнута је на ранг надбискупије и метрополије, након чега се називала Ријечко-сењска надбискупија. Дана 25. маја 2000, одвојено је једно подручје и установљена је Госпићко-сењска бискупија, а преостали дио надбискупије је добио савремени назив — Ријечка надбискупија.

## Метрополија
Ријечка надбискупија обухвата град Ријеку, Хрватско приморје и Горски Котар. Она је уједно и метрополија и подложне су јој суфраганске бискупије: Поречко-пулска, Крчка и Госпићко-сењска бискупија.
Данас, Ријечка надбискупија обухвата површину од 2.580 km2, на којој живи 266.818 становника, од чега 213.854 католика. Заштитник надбискупије, катедрале и града Ријеке је Свети Вид, и слави се 15. јуна.